# 扎斯塔夫涅 (伊瓦尼奇區)
50°35′47″N 24°16′45″E / 50.59639°N 24.27917°E
扎斯塔夫內（烏克蘭語：Заставне́）是位於烏克蘭西部沃倫州裏沃洛德米爾區的村莊，始建於1946年，面積20.3平方公里，海拔高度196米，2020年人口607，人口密度每平方公里41.87人。